# 扬·克拉斯尔
扬·克拉斯尔（捷克語：Jan Krásl，1899年8月10日—1980年3月17日），捷克男子冰球运动员。他曾代表捷克斯洛伐克参加1924年和1928年冬季奥林匹克运动会冰球比赛，两届比赛均获得第五名。